# カンシロギク
カンシロギク（寒白菊、学名: Leucanthemum paludosum）またはノースポールギクは、キク科フランスギク属の半耐寒性多年草である。しかし、高温多湿に極端に弱いため、日本では一年草として扱われている。
和名の由来は、花付がよく株全体を真っ白に覆うように見えるところが北極を連想させることによる。「ノースポール」はサカタのタネの商品名であるが、種苗登録などはされていないため、一般名として定着している。旧学名またはシノニムの「クリサンセマム・パルドスム」
と表記されることもある。

## 形態・生態
草丈は15cm-25cmほど。矮性でよく分枝する。
まだ寒い12月ごろから翌年6月までの長期間、マーガレットによく似た白い花を付ける。芯の管状花は黄色。

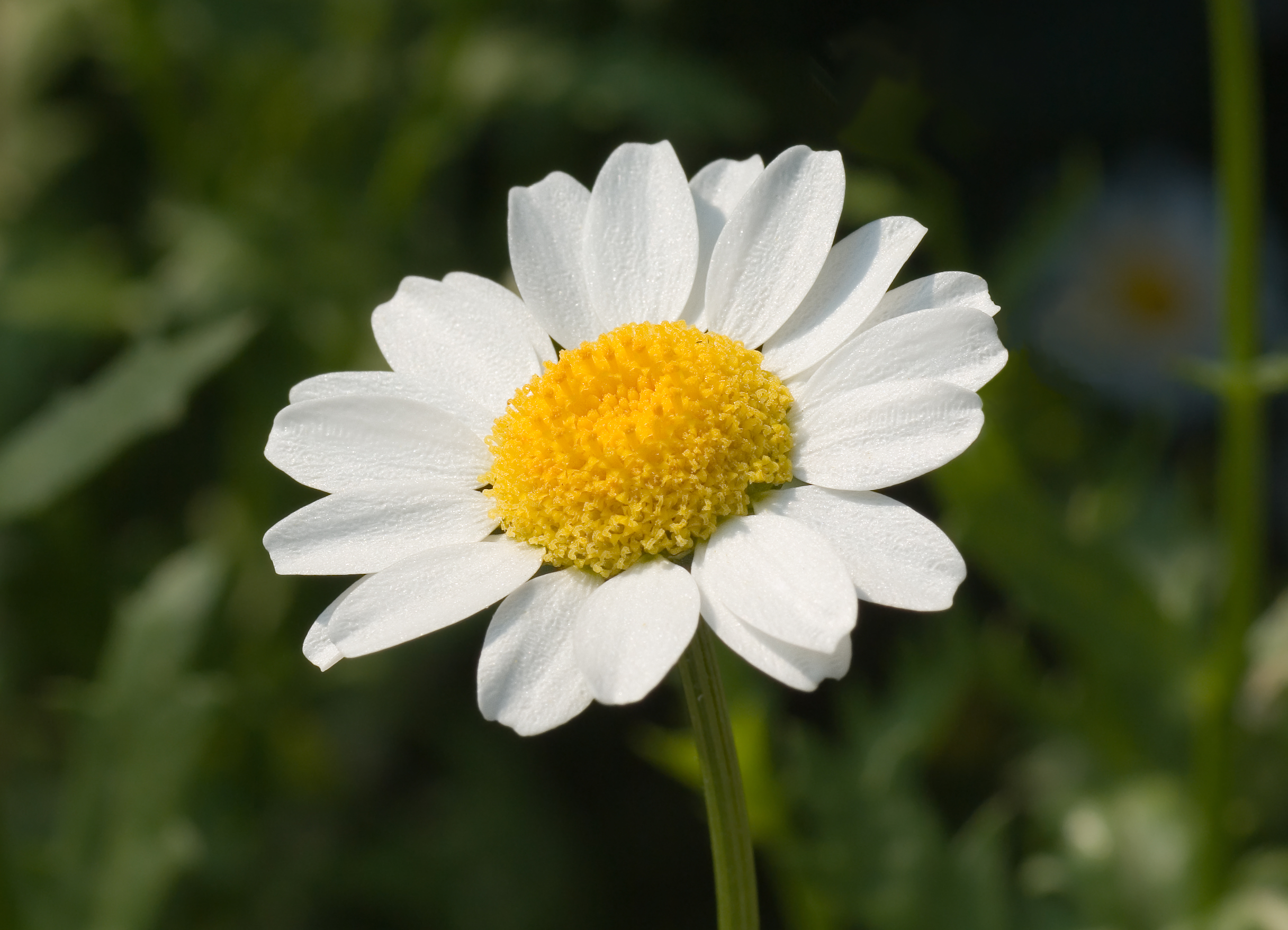
花

## 分布
原産地はアフリカのアルジェリア周辺ないしはヨーロッパ。地中海沿岸に広く分布している。日本へは1960年代に入って輸入された。

## 人間との関わり
比較的強健で、こぼれ種でもよく増え、雑草混じりの場所などでもよく育つ。しかし、市販品のタネから育てるときは、タネの数が少ないので、浅鉢にまき、覆土しないか、タネが隠れる程度に覆土して、鉢底から吸水させる方がよい。蒔き時は東京付近で9月中旬から10月上旬、日のよく当たる場所を好み、乾き気味に管理する。過湿は根腐れの原因となる。日本では6月頃までよく咲くが、暑くなると急速に枯れてしまう。
パンジーやヴィオラなどとともに、春先から初夏までの庭を彩る主役をつとめる。とくに、性質のよく似た植物で黄花のクリサンセマム・ムルチコーレと一緒に植えると、コントラストが美しい。
日本放送協会のラジオ番組『ラジオ深夜便』では、日本の季節に合わせて このカンシロギクの花を2月22日の「誕生日の花」とし、その花言葉を「清純」としている。

## 注と出典
1. 1 2  米倉浩司・梶田忠 (2003-). “Leucanthemum paludosum (Poir.) Bonnet et Barratte”. BG Plants 和名−学名インデックス（YList）. 2016年4月28日閲覧。
2. ↑  米倉浩司・梶田忠 (2003-). “Leucoglossum paludosum (Poir.) Wilcox, K.Bremer et Humphries”. BG Plants 和名−学名インデックス（YList）. 2016年4月28日閲覧。
3. ↑  米倉浩司・梶田忠 (2003-). “Chrysanthemum paludosum Poir.”. BG Plants 和名−学名インデックス（YList）. 2016年4月28日閲覧。
4. ↑  サカタのタネ. “クリサンセマム ノースポール”. 2016年4月28日閲覧。
5. ↑  『春の花』 26頁。
6. ↑  “ラジオ深夜便”.  NHKサービスセンター. 2016年2月22日閲覧。
7. ↑  日本放送協会の『ラジオ深夜便』のウェブサイトでは、「その日の『花』……は、どうやって決めたの？」との問いに、「選定は、日本の代表的な園芸研究家お二人にお願いしました。日本の季節に合った『花』……を……選定していただきました」と答えている（“ラジオ深夜便：深夜便の歌”.  日本放送協会. 2016年2月21日閲覧。）。